# Lista de estados dos Estados Unidos por IDH americano

Mapa do IDH americano nos Estados Unidos em 2016.
Legenda:
> 6.0
< 6.0
< 5.5
< 5.0
< 4.5
< 4.0

Este artigo mostra uma tabela com os estados dos Estados Unidos organizados pelo Índice de Desenvolvimento Humano Americano, de acordo com o projeto de desenvolvimento humano americano. Os dados foram retirados do relatório do desenvolvimento humano americano. O índice americano, é diferente daquele utilizado nos Índices da Organização das Nações Unidas, por consequência disso, estes dados não podem ser comparados com os dados utilizados pela ONU.

## Lista
| Posição                                 | Posição                                             | Estado\Distrito      | IDHA                                    | IDHA                                                |
| Valores de 2015/2016 para o ano de 2016 | Mudança em relação aos dados de 2008/2009 para 2005 | Estado\Distrito      | Valores de 2015/2015 para o ano de 2016 | Mudança em relação aos dados de 2008/2009 para 2005 |
| --------------------------------------- | --------------------------------------------------- | -------------------- | --------------------------------------- | --------------------------------------------------- |
| 1                                       | Estável                                             | Massachusetts        | 6.18                                    | 0.19                                                |
| 2                                       | Estável                                             | Connecticut          | 6.17                                    | 0.12                                                |
| 3                                       | (1)                                                 | Nova Jérsei          | 6.12                                    | 0.02                                                |
| 4                                       | (2)                                                 | Minnesota            | 6.10                                    | 0.03                                                |
| 5                                       | Estável                                             | Maryland             | 5.94                                    | 0.05                                                |
| 6                                       | (2)                                                 | Nova Hampshire       | 5.73                                    | 0.06                                                |
| 7                                       | (1)                                                 | Pensilvânia          | 5.72                                    | 0.03                                                |
| 8                                       | (1)                                                 | Nova Iorque          | 5.66                                    | 0.15                                                |
| 9                                       | (3)                                                 | Colorado             | 5.53                                    | 0.05                                                |
| 10                                      | (4)                                                 | Havaí                | 5.53                                    | 0.29                                                |
| 11                                      | (2)                                                 | Oregon               | 5.42                                    | 0.04                                                |
| 12                                      | (1)                                                 | Califórnia           | 5.40                                    | 0.22                                                |
| 13                                      | (3)                                                 | Washington           | 5.40                                    | 0.01                                                |
| 14                                      | (4)                                                 | Rhode Island         | 5.38                                    | 0.34                                                |
| 15                                      | (1)                                                 | Vermont              | 5.31                                    | 0.12                                                |
| 16                                      | (1)                                                 | Illinois             | 5.31                                    | 0.11                                                |
| 17                                      | (1)                                                 | Delaware             | 5.22                                    | Estável                                             |
| 18                                      | Estável                                             | Missouri             | 5.19                                    | 0.06                                                |
| 19                                      | (4)                                                 | Carolina do Norte    | 5.17                                    | 0.04                                                |
| 20                                      | (1)                                                 | Distrito de Colúmbia | 5.11                                    | 0.06                                                |
| 21                                      | (4)                                                 | Alasca               | 5.06                                    | 0.29                                                |
| 22                                      | Estável                                             | Iowa                 | 5.03                                    | Estável                                             |
| 23                                      | (7)                                                 | Utah                 | 5.03                                    | 0.17                                                |
| 24                                      | (1)                                                 | Kansas               | 4.96                                    | 0.03                                                |
| 25                                      | (4)                                                 | Maine                | 4.93                                    | 0.09                                                |
| 26                                      | (1)                                                 | Dakota do Norte      | 4.90                                    | Estável                                             |
| 27                                      | (1)                                                 | Arizona              | 4.89                                    | 0.01                                                |
| 28                                      | (2)                                                 | Virgínia             | 4.87                                    | 0.09                                                |
| 29                                      | (9)                                                 | Wyoming              | 4.83                                    | 0.30                                                |
| 30                                      | (6)                                                 | Flórida              | 4.82                                    | 0.15                                                |
| 31                                      | (8)                                                 | Dakota do Sul        | 4.79                                    | 0.26                                                |
| 32                                      | (12)                                                | Michigan             | 4.76                                    | 0.37                                                |
| 33                                      | (2)                                                 | Ohio                 | 4.71                                    | 0.09                                                |
| 34                                      | (1)                                                 | Texas                | 4.65                                    | 0.08                                                |
| 35                                      | (1)                                                 | Nevada               | 4.63                                    | 0.09                                                |
| 36                                      | (4)                                                 | Geórgia              | 4.62                                    | 0.10                                                |
| 37                                      | (1)                                                 | Wisconsin            | 4.59                                    | 0.04                                                |
| 38                                      | (4)                                                 | Nebraska             | 4.58                                    | 0.11                                                |
| 39                                      | (6)                                                 | Indiana              | 4.56                                    | 0.08                                                |
| 40                                      | (2)                                                 | Montana              | 4.54                                    | 0.20                                                |
| 41                                      | (1)                                                 | Novo México          | 4.52                                    | 0.03                                                |
| 42                                      | (1)                                                 | Idaho                | 4.50                                    | 0.13                                                |
| 43                                      | Estável                                             | Carolina do Sul      | 4.35                                    | 0.08                                                |
| 44                                      | (1)                                                 | Tennessee            | 4.22                                    | 0.11                                                |
| 45                                      | (1)                                                 | Oklahoma             | 4.14                                    | 0.13                                                |
| 46                                      | (3)                                                 | Luisiana             | 4.12                                    | 0.27                                                |
| 47                                      | Estável                                             | Alabama              | 4.04                                    | 0.07                                                |
| 48                                      | (4)                                                 | Kentucky             | 4.02                                    | 0.10                                                |
| 49                                      | (1)                                                 | Virgínia Ocidental   | 3.95                                    | 0.11                                                |
| 50                                      | (2)                                                 | Arkansas             | 3.91                                    | 0.06                                                |
| 51                                      | Estável                                             | Mississippi          | 3.81                                    | 0.23                                                |